# Пфулинген
Пфулинген (њем. Pfullingen) град је у њемачкој савезној држави Баден-Виртемберг. Једно је од 26 општинских средишта округа Ројтлинген. Према процјени из 2010. у граду је живјело 18.458 становника. Посједује регионалну шифру (AGS) 8415059.

## Географски и демографски подаци
Пфулинген се налази у савезној држави Баден-Виртемберг у округу Ројтлинген. Град се налази на надморској висини од 426 метара. Површина општине износи 30,1 km². У самом граду је, према процјени из 2010. године, живјело 18.458 становника. Просјечна густина становништва износи 613 становника/km².